# Duplicaecum ibisi
Duplicaecum ibisi ist eine Art der Spulwürmer, die als Parasit im Magen beim Kuhreiher auftritt. Sie ist die einzige Art innerhalb der Gattung Duplicaecum.

## Merkmale
Erkennungsmerkmale der Gattung sind: Der Ventriculus hat zwei Anhänge, von denen der eine länger und gerade, der andere kürzer und gewunden ist. Die Lippen sind vom übrigen Körper durch eine Grube getrennt. Zahnleisten fehlen, die Zwischenlippen (Interlabia) sind deutlich. Die beiden Spicula sind gleich lang.
Duplicaecum ibisi ist relativ lang (Männchen etwa 35 mm, Weibchen standen bei der Erstbeschreibung nicht zur Verfügung) und weist eine deutliche Querstreifung auf. Jede der drei Lippen trägt eine Papille. Der 3,5 mm lange Ösophagus geht am Ende in einen 0,16 mm langen Ventriculus über. Am Übergang von Ventriculus und Darm geht ein langer, weiter Blinddarm aus, der nach vorn zieht. Der 0,2 mm lange, konische Schwanz ist bauchwärts gekrümmt. Kaudalflügel und Präanalpapillen sind nicht ausgebildet, hinter dem Anus liegt ein einzelnes Papillenpaar. Die beiden Spicula sind kräftig, einfach aufgebaut und ihre Spitzen sind stumpf. Sie sind 2,1 mm lang.

## Systematik
Hodda ordnet die Gattung 2022 in die Tribus Contracaecini, Untertribus Contracaecinii ein.